# Trn (Republika Serbska)
Trn (cyr. Трн) – miejscowość w Bośni i Hercegowinie, w Republice Serbskiej, w gminie Laktaši. W 2013 roku liczyła 5544 mieszkańców.